# Nimitz-Gletscher
Der Nimitz-Gletscher ist ein rund 65 km langer und 8 km breiter Gletscher im westantarktischen Ellsworthland. Er entwässert ein Gebiet rund 16 km westlich des Vinson-Massivs und fließt in südöstlicher Richtung zwischen der Sentinel Range und der Bastien Range im zentralen Ellsworthgebirge, bis er schließlich in den Minnesota-Gletscher mündet.
Entdeckt wurde er bei einem Erkundungsflug der Flugstaffel VX-6 der United States Navy zur Erstellung von Luftaufnahmen des Gebiets zwischen dem 14. und 15. Dezember 1959. Diese Aufnahmen dienten dem United States Geological Survey für eine Kartierung. Das Advisory Committee on Antarctic Names benannte den Gletscher 1961 nach Fleet Admiral Chester W. Nimitz (1885–1966), Leiter der Marineoperationen bei der Operation Highjump (1946–1947).